# Вайсенберг, Самуил Абрамович
Самуи́л Абра́мович Вайсенбе́рг (4 декабря 1867, Елисаветград — 1928, Зиновьевск) — русский врач и антрополог.
Родился в семье купца второй гильдии Абрама Марковича Вайсенберга. После успешного окончания гимназии поступил в Гейдельбергский университет, где в 1890 году получил диплом врача, а позже — степень доктора медицины.
Результаты его антропологических исследований среди евреев Юга России  были удостоены золотой медали Московского естественнонаучного общества.  В этой работе, на основании сравнения евреев с другими народностями, он заключает, что евреи являются не единой расой, а продуктом смешения нескольких антропологических типов. Опубликовал ряд работ по фольклору и этнографии евреев.
Позднее занимался исследованиями антропологии караимов, пытаясь доказать, что существует родство между караимами и татарами, и что караимы появились в результате смешения евреев и татар.